# Arbeitskreis für Wirtschafts- und Sozialgeschichte Schleswig-Holsteins
Der Arbeitskreis für Wirtschafts- und Sozialgeschichte Schleswig-Holsteins ist ein im Jahre 1978 auf Initiative von Jürgen Brockstedt, Ingwer E. Momsen und Klaus-Joachim Lorenzen-Schmidt gegründeter Zusammenschluss interessierter Historiker, Volkskundler, Geographen und Vertreter anderer Fächer.
Ziel des Arbeitskreises ist, die Landesgeschichte, die in den 1970er Jahren erstarrt war, durch neue Fragestellungen zu beleben. Zu diesem Zweck veranstaltet er regelmäßig Tagungen zu aktuellen historischen Themen und publiziert deren Ergebnisse in Sammelbänden. Der Arbeitskreis wird von einem kollegialen Leitungsgremium geleitet. Seine Sprecher waren Ingwer E. Momsen (1978–1986), Franklin Kopitzsch (1986–1987), Ulrich Lange (1987–1989), Klaus-Joachim Lorenzen-Schmidt (1989–2013) und Detlev Kraack (seit 2013).

## Publikationen
Der Arbeitskreis gibt bis zu dreimal im Jahr den Rundbrief des Arbeitskreises zur Wirtschafts- und Sozialgeschichte Schleswig-Holsteins ISSN 2363-9784 sowie verschiedene Schriftenreihen heraus:
- Studien zur Wirtschafts- und Sozialgeschichte Schleswig-Holsteins ISSN 0172-9152
- Quellen zur Wirtschafts- und Sozialgeschichte Schleswig-Holsteins ZDB-ID 2291322-1
- Kleine Schriften zur Wirtschafts- und Sozialgeschichte Schleswig-Holsteins ISSN 0941-1623
- AKdigital